# Cistinurija
Cistinurija ((lat.)) je genetski poremećaj metabolizma koji dovodi do povećanog izlučivanja aminokiseline cistina, kao i strukturno sličnih aminokiselina arginina, lizina i histidina preko urina. Ona se nasljeđuje autosomalno recesivno i spada u poremećaje transporta aminokiselina. Mutacije na SLC3A1 i SLC7A9 genima (leže na kromosomu 2 odnosno 19) izazivaju cistinuriju, ovi geni su odgovorni za kodiranje dvaju podjedinica cistin prijenosnika. Kod oboljelih nedostaje ovaj transmembranski transportni protein u epitelnim stanicama tankog crijeva i proksimalnog bubrežnog tubulusa koji reapsorbira cistin i gore navedene aminokiseline iz primarne mokraće. Posljedica toga je povećano izlučivanje cistina i do 20-30 puta, dok mu koncentracija u krvi ostaje ista.

## Epidemiologija
Cistinurija spada sa zastupljenošću od 1:7000 u najčešće nasljedne bolesti i najčešći je poremećaj transporta aminokiselina. 

## Klinika
Cistin kao jedina od dvaju dibaznih aminokiselina pokazuje slabu topljivost pri normalnoj pH-vrijednosti urina. Pri koncentraciji od ≥300 mg/l dolazi do pojave heksagonalnih kristala u bubrezima, ureterima i mokraćnom mjehuru tzv. cistinski kamen. Cistinski kamen čini oko 1% svih vrsta kamena koji se javljaju u mokraćnim putevima. Cistinski kamen se javlja kod oko 50% oboljelih, a u 75% je bilateralan. Simptomi nefrolitijaze ili urolitijaze su bolovi u području bubrega koji se šire u abdomen. Hematurija (pojava krvi u urinu) može također biti popratna pojava, može doći i do infekcije mokraćovoda i drugih komplikacija.

## Dijagnoza
Što se tiče dijagnostike traži se pojava karakterističnih aminokiselina u urinu. Definitivno se otkriva molekularno genetičkim ispitivanjem. Često se bolest otkriva nakon pojave kamena, jer se prethodno javlja asimptomatično. Za otkrivanje urolitijaze koriste se također sonografija, te pregled urina i urogram.

## Terapija
Akutna terapija kod pojave manjeg kamena je liza lijekovima D-penicilamin i α- merkaptopropionilglicin uz povećano uzimanje tekućine, diureza i alkalizacija urina. Inače se u zavisnosti od veličine kamena koristi čitava paleta urološko-interventnih metoda (ekstrakorporalna litotripsija udarnim valovima, PNL = prekutana nefrolitolpaksija, otvorena operacija između ostalih). Prava terapija odnosi se na prevenciju kroničnog recidivnog kamena, koji može izazvati kronične infekcije mokraćnih puteva, insuficijenciju bubrega i druge komplikacije. Za to je potrebna konstantno uzimanje većih količina tekućine da bi dnevni volumen urina bio ≥3l. Da bi se spriječila noćna agregacija cistinskih kristala trebalo bi uzimati tekućine prije i tokom noći. Pošto je cistin pri pH vrijednosti od 7.5 do 8.0 u vodi dobro topljiv trebalo bi alkalizirati urin uzimanjem sode bikarbone. Mogu se također koristiti i D-penicilamin i α- merkaptopropionilglicin, jer s cistinom grade lakše topive disulfide. Kao dopuna terapiji dobra je i dijeta siromašna cistinom i metioninom.